# 企业形象设计

德國聯邦內閣確定的標誌形式

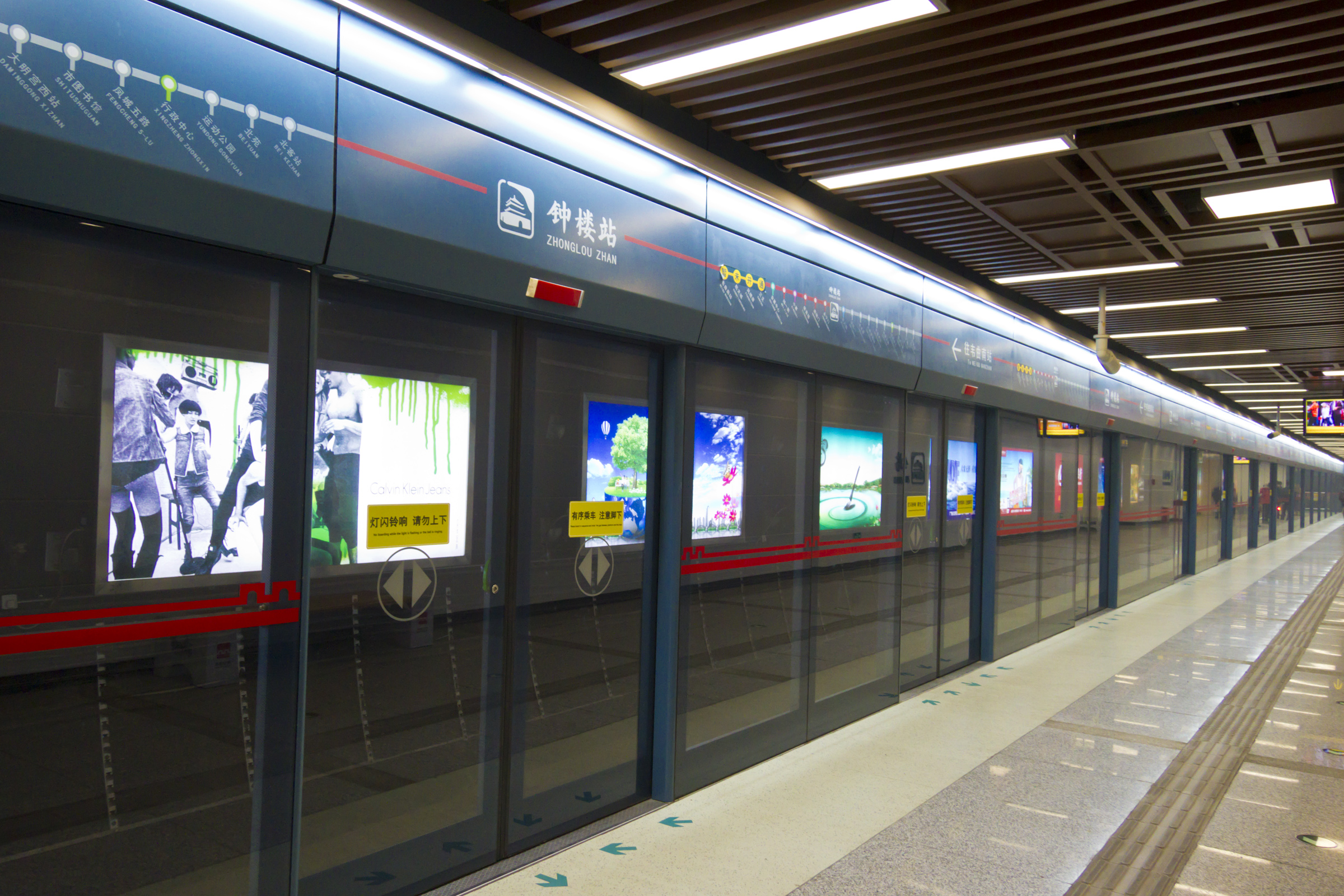
西安地鐵的企業形象設計，元素包括刻畫城牆的紅色標誌、各站印章形式徽標、顏體楷書站名、站台統一顏色花青藍（源自唐三彩的常見礦物色）等。

企業形象設計（Corporate Design）是對公司或機構標誌、名稱樣式等和企業形象有關元素進行的官方的圖形設計。被設計的元素通常會使用於機構的廣告、函件題頭、宣傳冊、信封、幻燈片等。設計師通過對所有元素進行的形式上的獨特設計從而形成一個風格手冊。形象設計過程通常可能包含選用什麼字體、著色時使用什麼油墨等工作。
政府同樣可能需要企業形象設計。1999年6月2日，德國聯邦內閣為德國標誌使用了一套企業形象設計。

## 發展趨勢
企業依據其活動的差異確實會有不同的設計需求。他們不僅要把企業的使命、目標、需求和產品信息傳遞給他們的用戶、客戶或成員，還要傳遞給供應商、經銷商、服務提供商，或者相關的社區和媒體，或者金融機構和其他公司，或者國家政府。企業需要對大量的信息、原始數據、貨品和服務進行製造、獲取、修改、組織和推廣。有時他們的商品就是信息本身。
一個把企業作為其客戶的設計師需要在設計中不斷地使用企業的標誌和其他品牌元素來講企業與受眾間的交流標準化、統一化，無論實物或是虛擬。譬如軟件或硬件用戶界面這種需要人機界面的情境也需要設計師潛移默化地把品牌與企業文化融入其中。（用戶情境舉例：更新網站、轉賬、證明過程、控制安全、操作機器、規劃工程、進行虛擬會議、核對賬目、供應訂貨或者航運商品。）
這些交流過程越來越多地借助於網站、移動設備、特定終端，可能會包含聲音、影片、動畫及用戶反饋機制。一個設計專家應當可以針對這些所有不同的應用做設計。